# Irritator
Irritator is een geslacht van spinosauroïde theropoden of vleesetende dinosauriërs. Hij leefde in Brazilië in het vroege Krijt. De enige benoemde soort is Irritator challengeri. Het geslacht Angaturama wordt vaak gezien als een jonger synoniem van Irritator.
In het noordoosten van Brazilië groeven stropers een grote knol kalk op met daarin een fossiel. Dit verkochten tussenhandelaren illegaal aan een museum in Duitsland als de kop van een reusachtige pterosauriër. Dat zou een unieke vondst geweest zijn. Duitse en Britse geleerden hadden er al een enthousiast artikel over ingediend bij een wetenschappelijk tijdschrift. Toen dat door andere wetenschappers nagekeken werd op fouten, bleek het niet om een vliegend reptiel te gaan maar een theropode. De teleurstelling werd nog groter toen een scan liet zien dat de handelaren de snuit van het dier vervalst hadden om de waarde van het fossiel te verhogen. De geleerden zijn zo geïrriteerd geraakt dat ze het beest in 1996 de officiële naam Irritator gaven. Ze waren op het gebied van theropoden geen experts, dus ze begrepen niet goed aan welke andere dieren Irritator precies verwant was.
Enkele weken later verscheen een artikel van de Braziliaanse paleontoloog Alexander Kellner. Daarin benoemde hij de snuit van een spinosauride als de soort Angaturama limai. Hij las het eerdere artikel en zag aan de illustraties daarin meteen dat ook Irritator een lid van de Spinosauridae was. Omdat beide fossielen vermoedelijk uit dezelfde streek komen en even oud zijn, zou het om dezelfde soort kunnen gaan. Kellner vond het nog te vroeg daarover conclusies te trekken. Veel andere geleerden zouden Angaturama wél zien als een naam voor hetzelfde dier. In dat geval is alleen de naam Irritator geldig. Het is ook wel gedacht dat de snuit en het achterdeel van de schedel bij elkaar zouden horen, als stukken van één individu. Later onderzoek wees echter uit dat dit niet kon kloppen. Behalve de twee stukken schedel, zijn in dezelfde locatie ook spinosauride wervels en botten van de poten gevonden. Als er maar één soort spinosauride in het gebied leefde, is zo nog een aardig deel van zijn hele skelet bekend.
Het is lastig te bepalen hoe groot Irritator precies werd omdat alleen losse stukken bekend zijn. De botten wijzen op dieren die tussen de zes en negen meter lang waren. Grotere exemplaren zullen zekere enkele tonnen hebben gewogen. Irritator had een lange smalle snuit. Daarin stonden per zijde ongeveer achttien rechte kegelvormige tanden. Dat is een laag aantal voor een spinosauride. Meer voor in de snuit stonden de langste tanden. Zijn kop leek een beetje op die van een krokodil. Net als een krokodil kon hij glibberige prooien grijpen. Zoals de meeste spinosauriden was hij waarschijnlijk het meeste van de tijd viseter, maar at waarschijnlijk ook weleens aas. De neusgaten stonden nog vrij vooraan dus Irritator kon ook kleine landdieren opsporen. Hij stond op de oever te vissen, eerder dan dat hij zwom. Voor op de snuit stond een langwerpige, niet al te hoge, kam die naar achteren doorliep tot aan het schedeldak. Die diende ter versiering, om indruk te maken op soortgenoten. De beschadigde wervels die van de rug en heup gevonden zijn, wijzen erop dat ook daar een kam op stond, met hetzelfde doel. Irritator kon zich verdedigen met een grote duimklauw.
Binnen de Spinosauridae is Irritator een lid van de Spinosaurinae. Hij is een nauwe verwant van de Braziliaanse Oxalaia en de Afrikaanse Spinosaurus. Maar hij was een stuk kleiner dan die giganten. Hij leek in bouw meer op soorten die minder nauw verwant zijn zoals Baryonyx en Suchomimus.

## Naamgeving

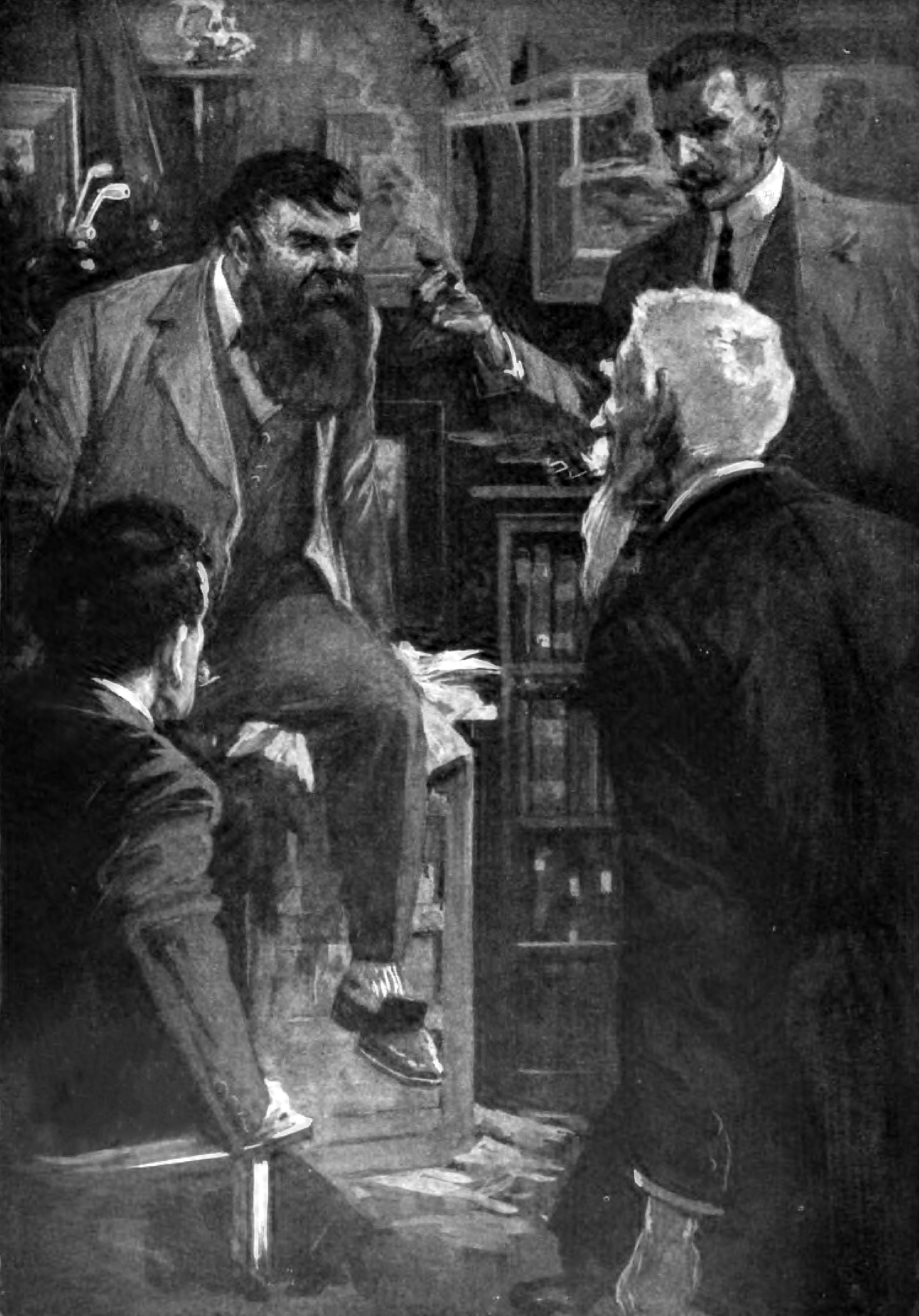
Professor Challenger

Het geslacht werd in 1996 benoemd en beschreven door David Martill, Arthur Richard Ivor Cruickshank, Eberhard Frey, Philip G. Small en Maria Clarke. De typesoort is Irritator challengeri. De geslachtsnaam Irritator, "de ergerniswekkende", verwijst volgens het benoemende artikel naar de niet onaanzienlijke mate van irritatie die de beschrijvers gevoelden toen ze bemerkten dat het fossiel dat Eberhard Frey van Braziliaanse fossielenhandelaren gekocht had ten bate van het Staatliches Museum für Naturkunde te Stuttgart, een schedel, vooraan uit gips bestond in plaats van echt bot. De soortaanduiding eert Professor Challenger, een personage uit de roman The Lost World van Arthur Conan Doyle. Het betreft een paleontoloog die op een plateau in Zuid-Amerika een verborgen levensgemeenschap van elders uitgestorven reptielen vindt. Eerder hadden Martill en Frey, die zich goed in de romanfiguur konden inleven, een pterosauriër Arthurdactylus conandoylei benoemd.
Het was pas de tweede keer dat een dinosauriër op basis van vondsten uit Brazilië benoemd werd, na Staurikosaurus in 1970. De handel in fossielen is in Brazilië sinds 1973 door federale wetgeving verboden. Hoewel de export dus illegaal was, deden de beschrijvers niet geheimzinnig over de herkomst. Evenmin kwam het bij ze op dat het SMNS zelf wederrechtelijk gehandeld had. Het museum heeft nooit aangeboden zulke vondsten naar Brazilië te retourneren.

## Vondsten
Het holotype, SMNS 58022, is een zestig centimeter lang achterdeel van een schedel en onderkaken, vermoedelijk opgegraven bij Buxéxé, nabij Santana do Cariri in een laag van de Romualdoafzetting, die deel uitmaakt van de Santanaformatie, en dateert uit het middelste Albien, 110 miljoen jaar oud. Het fossiel werd naar Engeland gebracht voor verdere preparering. Een CAT-scan door Small, die eerder medische apparatuur ter beschikking had gesteld om fossielen te scannen, wees toen uit dat de voorkant een vervalsing was. Om die te verbergen hadden de handelaren brokken van de echte matrix rond de vervalste snuit aangebracht, vastgelijmd door een dikke laag autobumperkit van het merk Isopon. Martill schreef in 1994 een speciaal artikel over zulke vervalsingen uit de Santanaformatie, die meestal bestaan uit combinaties of verfraaiingen van echte fossielen. Specimen SMNS 58022 breekt vooraan af in het voorstuk van de bovenkaaksbeenderen; bovenop is nog een stukje van de praemaxillae bewaardgebleven. De onderkaken breken af in het achterdeel van de ossa dentalia of dentaria, de tanddragende elementen.

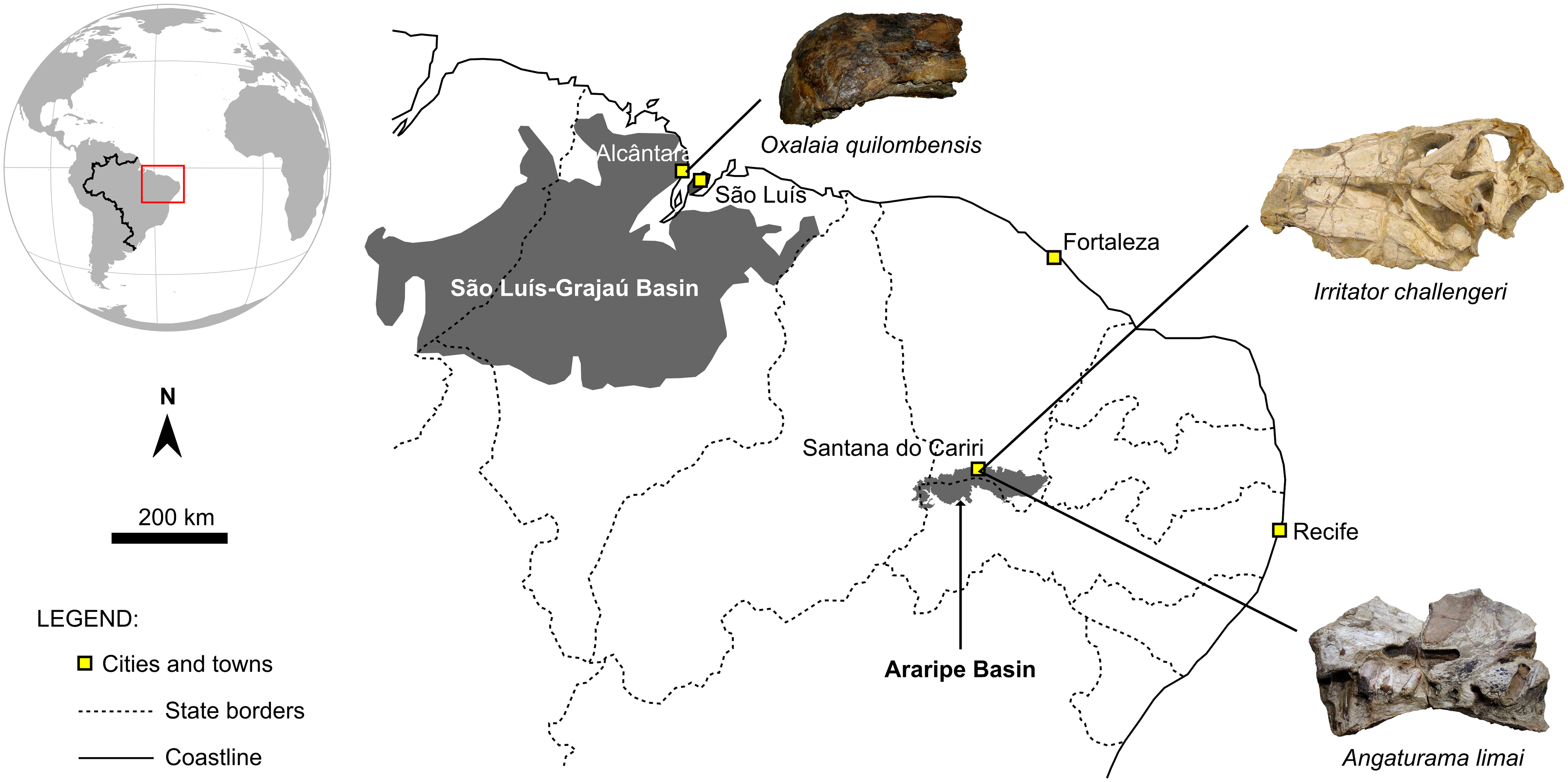
Spinosauride vondsten uit Brazilië

In de vroege eenentwintigste eeuw liet Martill foto's van het ongeprepareerde fossiel zien aan Braziliaanse fossielenhandelaren. Een daarvan herkende het toen als een exemplaar dat bij Buxéxé was gevonden. Na 1996 werd het fossiel verder geprepareerd door Diane M. Scott. Met mechanische middelen werd moeizaam het keiharde calciet rond het bot verwijderd. Dit maakte in 2002 een nieuwe beschrijving mogelijk door Hans-Dieter Sues e.a. Daarbij werden ook resultaten meegenomen van onderzoek door Zuid-Amerikaanse paleontologen naar gelijksoortige vondsten.

## Angaturama

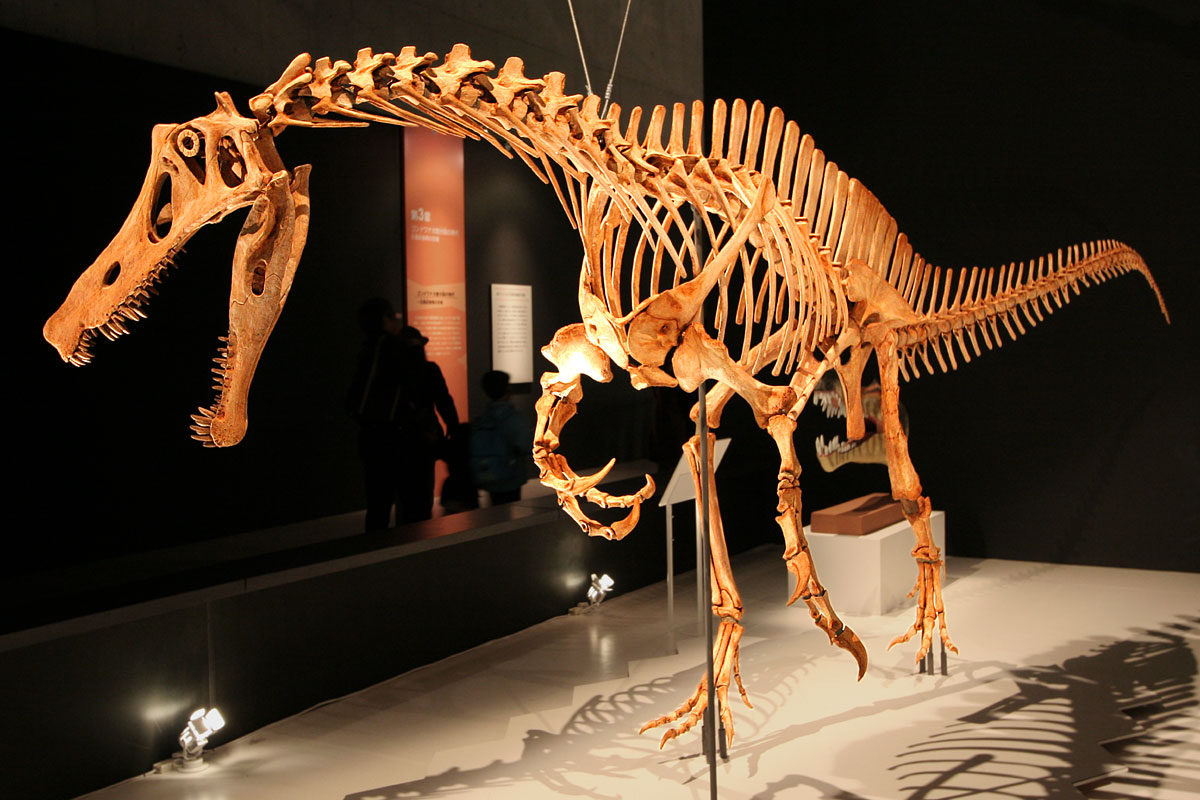
De reconstructie van Angaturama in Rio de Janeiro

Nog hetzelfde jaar dat Irritator benoemd werd, slechts een maand later in februari 1996, benoemden Alexander Kellner en Diogenes de Almeida Campos een andere soort, Angaturama limai, op basis van een snuit, specimen GP/2T-5. Het stuk omvat beide praemaxillae en de voorste takken van de bovenkaaksbeenderen. Angaturama, de "nobele", is een beschermende geest binnen het animisme van de Toepi, de stam die het vondstgebied bewoont; de soortaanduiding eert professor Murilo Rodolfo de Lima, de Braziliaanse paleontoloog die Kellner in 1991 op de vondst opmerkzaam maakte. Overigens werd de naam Angaturama al in 1995 voor de dinosauriër gebruikt op een Braziliaanse postzegel; dat leverde slechts een ongeldige nomen nudum op. Het fossiel behoort tot de verzameling van de Universidade de São Paulo. De schrijvers van het artikel waren zich niet bewust geweest van de komende publicatie van Irritator en kondigden zo de eerste Braziliaanse dinosauriër uit het Onder-Krijt aan, een eer die in feite aan de andere naam te beurt zou vallen.

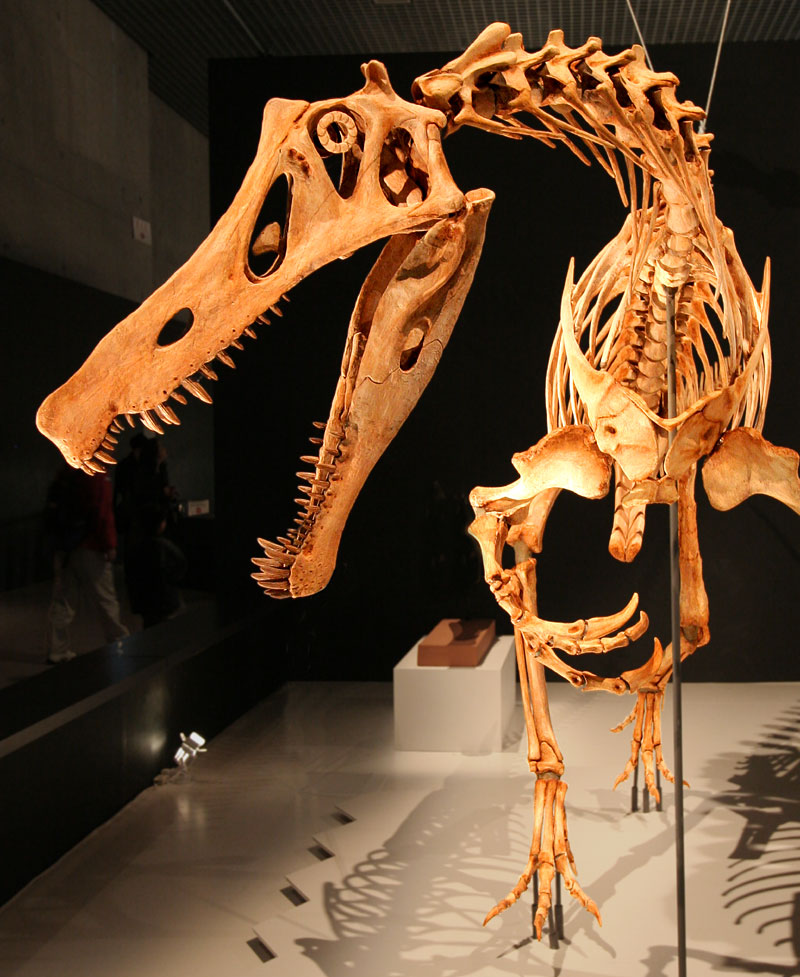
De opstelling van voren bekeken

Ook deze snuit was via de illegale fossielenhandel verkregen en werd in 1994 voor het eerst door Kellner in de wetenschappelijke literatuur gemeld. Gezien de gedeelde geografische herkomst riep dit het vermoeden op dat het om hetzelfde dier ging. Kellner uitte dit al in 1996 in een opvolgend artikel maar vond het te vroege voor conclusies. Alan Jack Charig stelde bij zijn herbeschrijving van Baryonyx in 1997 ronduit dat beide vormen identiek waren. Misschien ging het zelfs om hetzelfde individu als snuit en achterdeel op elkaar aansloten zoals zoals Paul Sereno suggereerde bij diens beschrijving van Suchomimus in 1998. Kellner wees er echter in 2005 op dat de achterkant van het holotype van Angaturama geërodeerd was, terwijl dat van Irritator een scherpe breuk vertoont. In 2017 toonde een onderzoek door Marcos André Fontenele Sales en Cesar Leandro Schultz inderdaad aan dat beide specimina de derde maxillaire tand bewaarden en het dus om twee verschillende exemplaren moet gaan. Dat sluit echter niet uit dat het om dezelfde diersoort gaat. De geringe overlapping tussen beide fossielen maakt dat uiterst lastig te onderzoeken. Pas de vondst van een complete schedel kan dit vraagstuk oplossen. Zo'n ontdekking is niet erg waarschijnlijk want de fossielen zijn in deze formatie bewaard binnen kalkknollen. Zo'n nodule leidt tot een goede preservering maar heeft meestal slechts een beperkte omvang. De meeste wetenschappers erkennen voorlopig maar één taxon dat dan wegens de prioriteit de naam Irritator draagt.

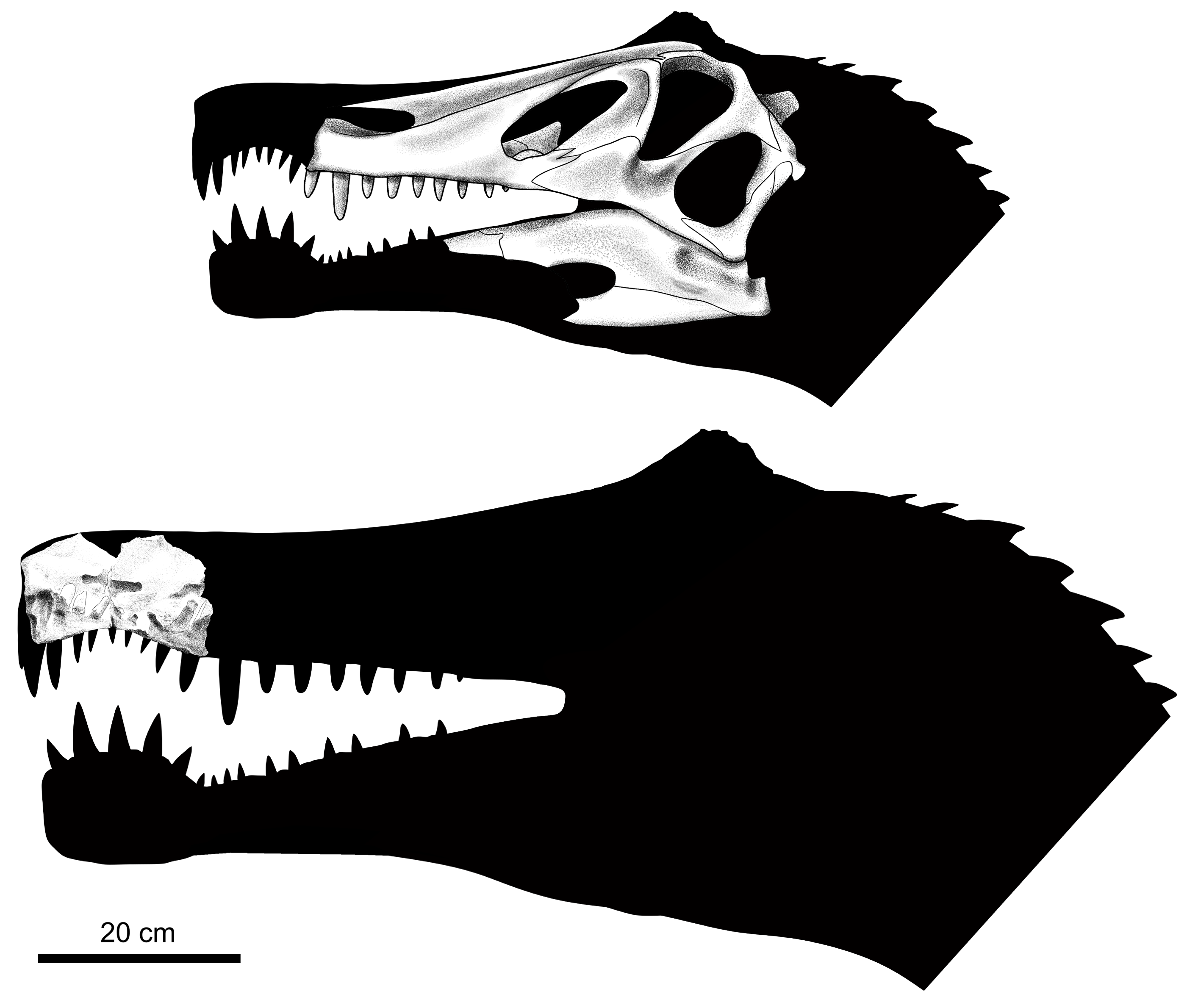
De vergelijking van beide fossielen leidde in 2017 tot de conclusie dat het verschillende individuen waren van ook verschillende grootte

In 2004 werd een wervelkolom gemeld en beschreven van een jongvolwassen individu, specimen MN 4743-V, die sommigen aan Irritator, anderen aan Angaturama toewijzen. Het fossiel, opnieuw van de illegale fossielenhandel afkomstig, bestaat uit een reeks van drie achterste sacrale wervels en zes voorste staartwervels met drie chevrons. Het fossiel werd verder vrijgelegd door een zuurbad waarin de omringende kalkmatrix werd opgelost.
Een tweede exemplaar van een postcraniaal skelet, specimen MN 4819-V, werd al in 1991 gemeld. Er werd in 2001 en 2004 opnieuw naar verwezen maar verwarrend genoeg met het foute inventarisnummer MN 4802-V dat in feite toebehoort aan het holotype van Santanaraptor. Wel werd het al in 2001 correct aan de Spinosauridae toegewezen, op grond van de lange doornuitsteeksels en de gekromde duimklauw. In 2005 werd het juiste nummer verschaft waarbij meteen vermeld werd dat het exemplaar nog verder geprepareerd werd. Het bestaat uit zes wervels van de rug en het heiligbeen, het bekken, een bovenste dijbeen, een bovenste rechterscheenbeen, de linkerelleijp en botten van de linkerhand waaronder een grote duimklauw, de drie middenhandsbeenderen en het eerste kootje van de eerste en tweede vinger. De hand zou de meest complete zijn die van een spinosauride bekend is. Het werd in 2010, na volledige preparering, beschreven in een ongepubliceerde these van Elaine Batista Machado die in 2008 op een congres was aangekondigd, overigens zonder dat de abstract daarvan aanvullende informatie bood behalve de constatering dat het bekken duidelijk afweek van dat van Suchomimus. Het betreft een vrij klein individu, wellicht minder dan zes meter lang.
Vermoedelijk zijn beide specimina niet van één individu afkomstig. Mochten ze beide aan Irritator toegewezen kunnen worden dan vergroot dit de beschikbare informatie aanzienlijk tot 60% van het postcraniaal skelet. In 2009 stelde Kellner op basis hiervan een reconstructie op in het Museu Nacional do Rio de Janeiro. Op de heup toont die een vrij hoge kam, gevormd door lange doornuitsteeksels. Ondanks zijn stellingname dat de identiteit van Irritator en Angaturama niet als een vaststaand feit mag worden aangenomen, was de schedel van de reconstructie wel naar die van Irritator gemodelleerd. Tussen januari en juni 2003 had zoöloog Orlando Nelson Grillo voor het museum al een model gemaakt van epoxyhars en polyurethaan op schaal 1:5, met een lengte van 130 centimeter. De romp daarvan was echter niet op MN 4743-V of MN 4819-V maar op die van Spinosaurus gebaseerd.
Zulke toewijzingen zijn echter onzeker. In 2011 meldde Kellner een postcraniaal skelet uit de Santanaformatie, specimen MPSC R-2089, dat een andere soort zou vertegenwoordigen dan Angaturama. Dat zou de toewijzing van GP/2T-5 aan Irritator op losse schroeven hebben kunnen stellen, ware het niet dat de conclusie dat het om een nieuw taxon gaat, gebaseerd is op een wat hogere ouderdom en kleiner formaat dan ook Irritator. Hoe complex zulke zaken kunnen zijn, toont het geval van specimen MN 7021-V, eerder CB-PVF-089. In 1981 werd het gemeld als een zitbeen van een dinosauriër uit de Ornithischia, het eerste fossiel van beide groepen uit de Santanaformatie. In 1996 stelde Kellner dat verdere preparatie nodig was om de identiteit vast te stellen. Na de dood van de oorspronkelijke verzamelaar Guido Borgomanero in 2006 kon de preparering van start gaan. In 2007 concludeerde Kellner dat het om een tweeëndertig centimeter lang stuk linkerrib van een spinosauride ging dat onder voorbehoud werd toegewezen aan Irritator/Angaturama.
In 2018 werd een stuk linkerscheenbeen van een spinosauride beschreven, specimen LPP-PV-0042 dat deel uitmaakt van de collectie van het Laboratório de Paleoecologia e Paleoicnologia van de Universidade Federal de São Carlos. Het was al door de fossielenhandel geprepareerd en is vermoedelijk uit de Romualdolagen afkomstig. Het werd door een verzamelaar aan de universiteit gedoneerd. Het betreft een jongvolwassen exemplaar. Het werd niet aan een bepaalde soort toegewezen maar wel gedetermineerd als een lid van de Spinosaurinae.

## Beschrijving

### Grootte en onderscheidende kenmerken

Een groottevergelijking met een mens

Irritator is een middelgrote spinosauride. Gregory S. Paul schatte in 2010 de lengte op zevenenhalve meter, het gewicht op één ton. In 2017 stelde een studie dat de schedel van Irritator vermoedelijk korter was dan eerder gedacht maar dat de snuit van Angaturama juist wees op een groter dier, in lengte gelijk aan Baryonyx. Dat suggereerde weer dat het toch twee verschillende taxa betreft. De vermoedelijke relatieve grootten werden op schaal geïllustreerd. In 2018 werden bij de beschrijving van specimen LPP-PV-0042 de illustraties van de publicatie uit 2017 opgemeten, wat resulteerde in een schatting van 6,5 meter voor Irritator en 8,3 meter voor Angaturama. LPP-PV-0042 zelf zou wijzen op een lengte van tien meter, plus of minus drie meter. Dat kan dus verklaard worden als een individuele variatie binnen het Irritator/Angaturama-complex dat dan weer wat grotere dieren omvatte dan eerst gedacht. Maar het is ook mogelijk dat LPP-PV-0042 een andere soort vertegenwoordigt met een omvang die de reuzen Oxalaia en Spinosaurus benadert.

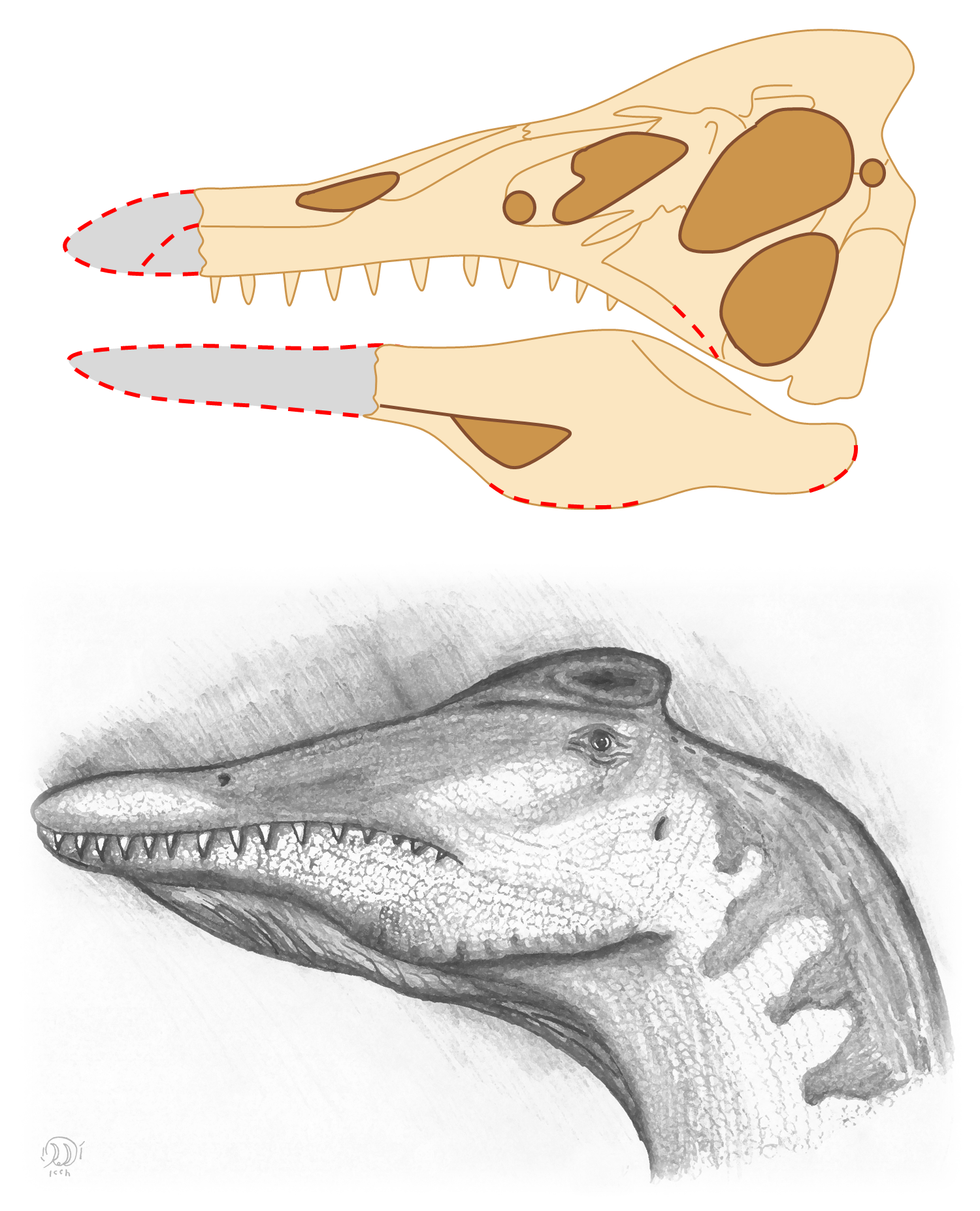
De oorspronkelijke beschrijving interpreteerde de schedelvorm geheel incorrect

De oorspronkelijke diagnose uit 1996 is onbruikbaar omdat de beschrijvers Irritator bij de foute groep indeelden en dus niet konden bepalen waarin het dier afweek van zijn echte verwanten.
Naar moderne inzichten heeft Irritator enkele onderscheidende kenmerken. De schedel heeft een opvallende middenkam op de neusbeenderen die naar achteren toe oploopt en bovenaan knopvormig afgerond en afgeplat is. Het bovenvlak van de wandbeenderen is naar boven en achteren gericht. De as van de hersenpan loopt schuin van beneden achteraan tot boven vooraan. In de hersenpan heeft het achterdeel van het basisfenoïde een verticale ovale uitholling. Het surangulare van de onderkaak heeft een breed beenplateau op de buitenste zijkant.
Mocht Angaturama inderdaad identiek zijn aan Irritator dan zijn er nog twee onderscheidende kenmerken. Eén ervan werd bepaald door een analyse van Mathew Carrano in 2012. De middenkam op de vergroeide praemaxillae van de snuit reikt verder naar voren dan in Baryonyx of Cristatusaurus. Een tweede kenmerk werd gegeven in 2017. De bovenste voorrand van de verbonden praemaxillae steekt afgerond en knopvormig uit, de onderrand overhangend.
In 2023 werd na een CAT-scan nog een aantal autapomorfieën aangegeven waarin afgeweken werd van andere spinosauriden. Aan de achterste onderzijde van het neusgat vormt dit een uitholling in het bovenkaaksbeen. In de voorkant van het bovenkaaksbeen staan de tanden ver uiteen met een onderlinge afstand die gelijk is of groter dan de breedte van de individuele tanden. De ala basisphenoidalis in de hersenpan ontbreekt. Het beenplateau van het surangulare is niet alleen breed maar ook sterk schuin naar beneden gericht en naar achteren afplattend.

### Skelet

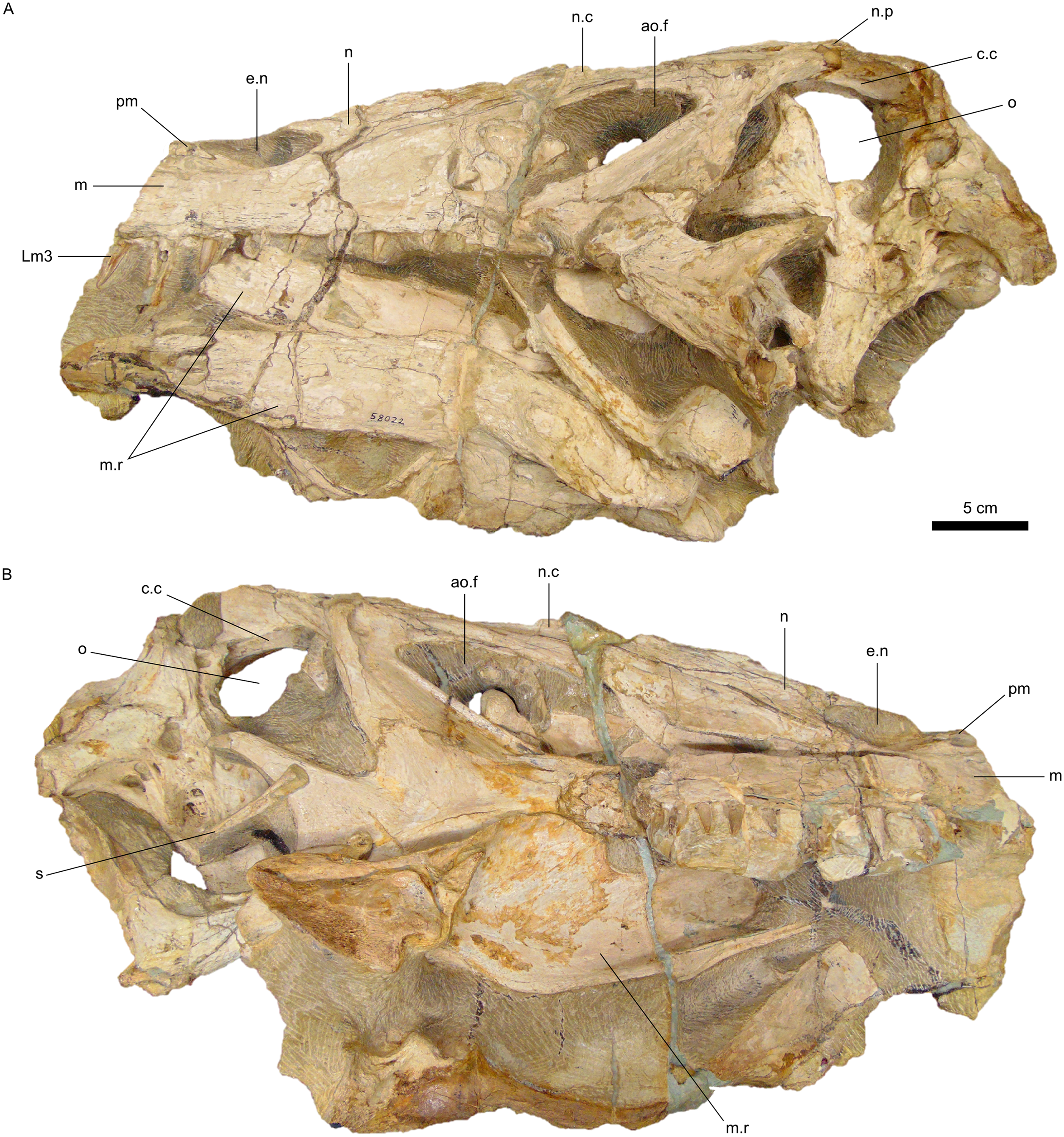
Het holotype van Irritator

#### Schedel en onderkaken vanIrritator
De schedel heeft volgens de beschrijving uit 2002 een geschatte totale lengte van vierentachtig centimeter en een bewaarde van zestig centimeter. In 2017 stelde men dat eerder de oorspronkelijke totale lengte zo'n zestig centimeter zal hebben bedragen.
In 1996 interpreteerden Martill et alii de schedel fundamenteel verkeerd want ze begrepen niet dat het om een spinosauride ging. Van de Spinosauridae was op dat moment alleen de schedel van Baryonyx enigszins bekend en die bewaarde het achterdeel zeer onvolledig. Ze overschatten de zijdelingse samendrukking die het fossiel had ondergaan sterk. Daardoor dachten ze dat de kop achteraan erg breed was en naar voren toe plots sterk versmalde, een soort vogelsnavel vormend. Daarbij was ook het achterdeel van de kop door de handelaren verfraaid. Dat viel in 1996 nog niet op. Ten onrechte geeft de beschrijving uit 1996 aan dat er zich een hoge kam op het schedeldak bevindt. De naam van het artikel verwees daarom naar een A new crested maniraptoran dinosaur (...). Dit verwijst dus niet naar de echte kam op de snuit. De achterkant van de schedel van Irritator is nog steeds de meest gave die van alle spinosauriden bekend is. Overigens sloeg de eerste interpretatie van de beschrijvers de plank nog verder mis. Machado en Kellner verhaalden in 2005 dat Martill en Frey, die nooit terugschrokken voor een gewaagde speculatie, omdat het fossiel als zodanig was vervalst en door Rupert Wild verworven, dachten dat het om de schedel van een gigantische basale pterosauriër ging. Het beschrijvende artikel had in eerste instantie die strekking en pas door het peer review werden ze op hun fout opmerkzaam gemaakt. De ergernis waarnaar de geslachtsnaam verwijst, kwam dus niet alleen voort uit woede te zijn opgelicht maar vooral uit frustratie dat een van de schijnbaar spectaculairste vondsten uit de paleontologische geschiedenis een illusie bleek te zijn. Beiden hadden zich wat in de pterosauriërs gespecialiseerd en hun connectie met Brazilië kwam voort uit het feit dat de Santanaformatie voor die groep een befaamde Lagerstätte is. Als het een basale pterosauriër geweest was, zou het de jongste zijn die men ooit gevonden had en met een geschatte vleugelspanwijdte van minstens vijf meter ook de grootste.

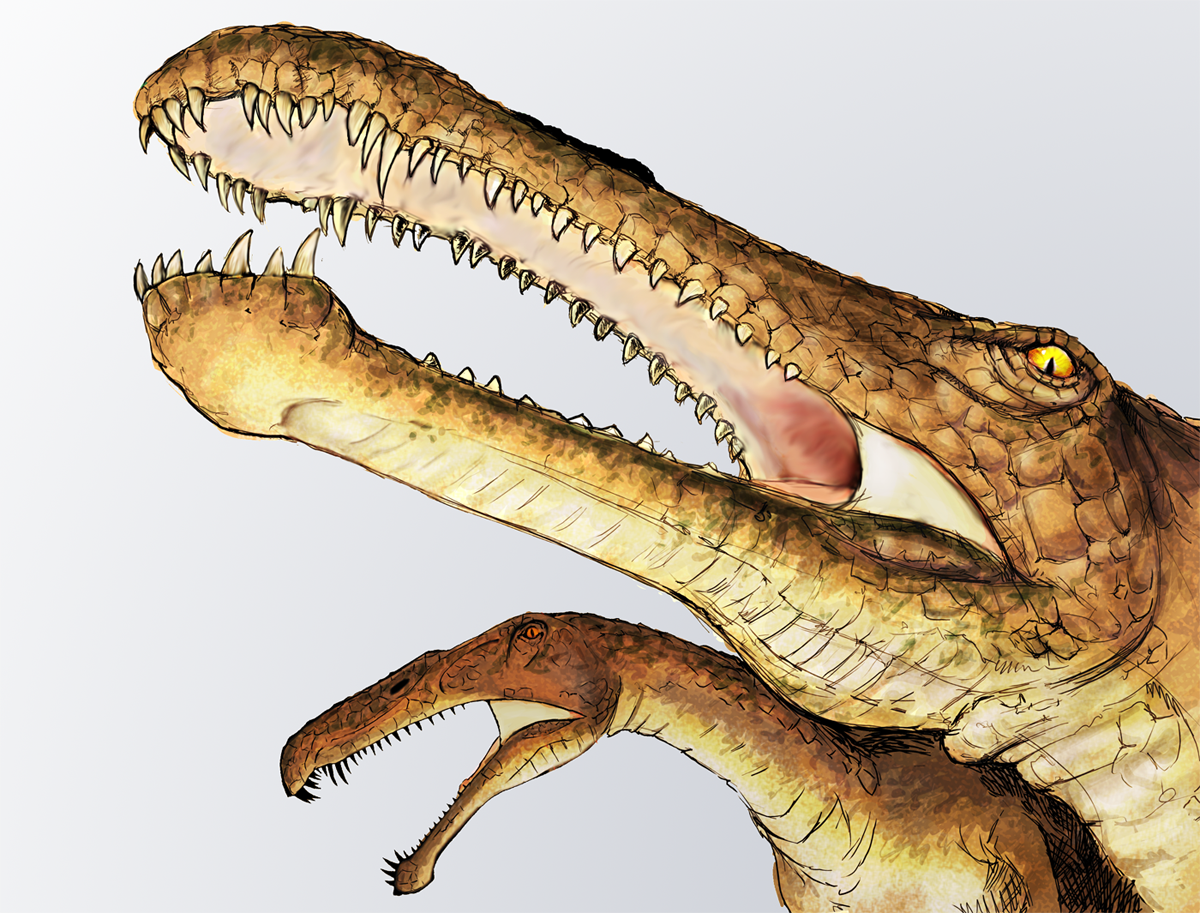
Irritator had vrijwel zeker een kortere snuit dan hier getoond

De schedel is erg langgerekt. De achterste snuit en voorste schedeldak lopen naar achteren op. In bovenaanzicht zijn de zijden van de snuitbasis recht en niet sterk uitgehold. De neusbeenderen vormen een kam op het achterdeel van de snuit. Mogelijkerwijs is dat een voortzetting van een kam op praemaxillae van de voorste snuit. De kam heeft in zijaanzicht een recht bovenprofiel. Naar achteren loopt de kam uit in een dikke knop, tussen de oogkassen, die de voorhoofdsbeenderen overhangt. Het achterdeel van de schedel maakt een opvallende hoek met de snuit. Hierdoor ligt het kaakgewricht duidelijk lager dan lijn van de bovenkaak. In het fossiel is de achterkant van een langwerpig neusgat zichtbaar. De voorzijde van deze naris wordt nog geraakt door de praemaxilla maar slechts voor een klein deel, anders dan bij Baryonyx en Suchomimus. Dat hangt samen met het feit dat het neusgat ook relatief kleiner is dan bij die soorten. Het is echter zelfs in absolute zin groter dan bij Spinosaurus hoewel die vorm ongeveer de dubbele lichaamslengte heeft. De achterzijde van het neusgat ligt ter hoogte van de derde en vierde maxillaire tand. De onderrand ervan wordt gevormd door een lang bovenkaaksbeen. Dat loopt ver naar achteren door en omvat met twee takken de voorkant van de fenestra antorbitalis, een schedelopening in de vorm van een langwerpige liggende ovaal, die naar achteren opvallend schuin oploopt. In het bewaarde stuk linkerbovenkaaksbeen zijn aan negen vrij kleine kegelvormige tanden zichtbaar die wat schuin naar voren staan. Geen enkele bekende andere spinosauride schedel heeft zoveel tanden bewaard. De tweede tand van voren is het langst. Van andere spinosauriden is bekend dat de vierde maxillaire tand het langst is. Dit zou betekenen dat bij het fossiel de twee voorste maxillaire tanden verdwenen zijn en het totaal per zijde oorspronkelijk elf bedroeg. Aan de rechterzijde zitten tien tanden maar tweede en vierde in die rij zijn vervangingstanden. Dinosauriërs wisselden hun tanden zeer regelmatig en de vervangende tanden werden al aangemaakt terwijl de uitgebroken tand nog functioneel was. Na de vierde tand neemt de grootte geleidelijk af. De tanden hebben geen kartelingen en zijn maar zeer licht naar achteren gekromd. Hun email is dun en ingegroefd door verticale richels, zowel aan de binnenzijde als de buitenzijde. De bovenste tak van het bovenkaaksbeen loopt ver naar achteren door, tot ongeveer de achterrand van de fenestra antorbitalis, het neusbeen daarvan uitsluitend, en wordt daar omvat door de gevorkte voorste tak van het traanbeen. Dit laatste loopt zelf aan de onderkant uitzonderlijk ver naar voren tot voorbij de helft van de schedelopening. Het traanbeen heeft een in zijaanzicht zeer breed hoofdlichaam met een rechte achterrand die de voorkant vormt van de oogkas. De oogkas heeft een spits onderste uiteinde en helt naar achteren. De precieze structuur van het schedeldak is bij het fossiel lastig waarneembaar. Het jukbeen loopt ver naar voren door. Boven de rand van diens voorste tak steekt net onder het raakvlak van het traanbeen en het bovenkaaksbeen een klein uitsteeksel naar voren dat gevorkt door de achterste tak van het bovenkaaksbeen omvat wordt. Het hoofdlichaam van het jukbeen vormt een hoge punt die iets in dat van het traanbeen uitsteekt maar door een klein uitsteeksel van dat laatste van de voorrand van de oogkas gedrongen wordt. Onder de oogkas breidt het jukbeen zich schuin naar achteren en onderen uit, de helling van het achterdeel van de schedel volgend. Door deze helling ligt de normale bovenste tak bijna horizontaal, in een schuine beennaad een groot postorbitale rakend. Beide vormen de voorrand van een groot en zeer laag gelegen driehoekig onderste slaapvenster, waarvan de achterste onderhoek uitgemaakt wordt door een groot quadratojugale.

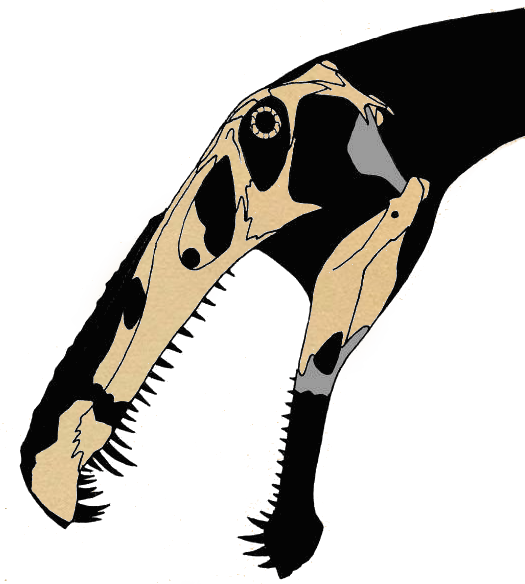
Een reconstructie door Jaime Headden uit 2005 waarin beide holotypen gecombineerd zijn. Hij veronderstelde achttien maxillaire tanden. De studie uit 2017 concludeerde dat beide fossielen overlapten en er maar elf maxillaire tanden waren. Dat zou de kop sterk verkort hebben

Dat het schedeldak naar onderen helt, betekent niet dat de achterhoofdsknobbel daar in het verlengde van staat zodat de nek haaks op het onderste slaapvenster zou staan en de snuit zeer sterk afhangen. Het achterhoofd is smal en hoog met een hoog geplaatst driehoekig achterhoofdsgat boven een brede condylus occipitalis. De bovenste slaapvensters moeten klein geweest zijn. De zijuitsteeksels, de processus paroccipitales, steken niet ver uit. Het supraoccipitale draagt een dwarskam. Vooral de onderkant van het achterhoofd is langwerpig met kleine tubercula basilaria maar afhangend in lange processus basipterigoidei aan weerszijden van een ovale verdieping. Tussen de tubera en de achterhoofdsknobbel ligt een middelste uitholling. Martill identificeerde in 2002 aan de rechterzijde een vijfenvijftig millimeter lange stapes. Dit gehoorbeentje is maar zelden bij Mesozoïsche theropoden aangetroffen.
Bij de onderkaak is nog een stuk dentarium bewaard waarop wat kleine ver uiteenstaande tanden te zien zijn. Het surangulare is hoog met een hoekige bovenrand. Samen met het lage kaakgewricht is dit een aanpassing de bijtkracht te doen toenemen, wellicht ter compensatie van de lange kaken die door de hefboomwerking de kracht die op de snuitpunt kan worden uitgeoefend verminderen.

#### Snuit vanAngaturama

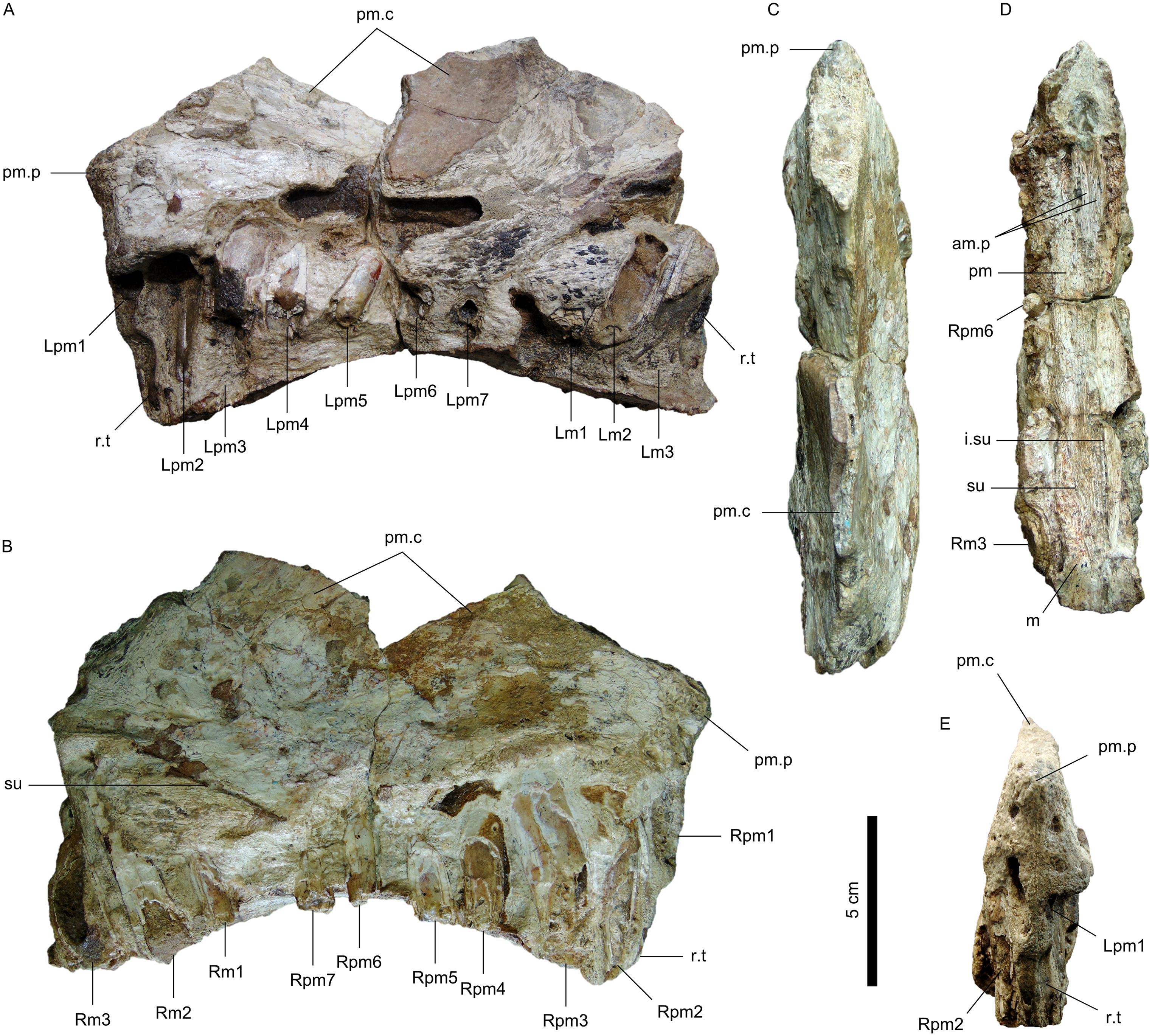
GP/2T-5, het holotype van Angaturama

USP GP/2T-5 is een snuit van ongeveer achttien centimeter lengte. De snuit is extreem overdwars afgeplat, tot minder dan drie centimeter. De afplatting is het sterkst ter hoogte van de zesde premaxillaire tand. Bovenaan loopt de snuit over vrijwel de hele lengte geleidelijk spits toe. Het is hierom dat men van een "kam" spreekt. De bovenrand is iets afgeplat of afgebroken. In zijaanzicht is de snuit naar voren toe iets naar beneden gekromd. Dat doet de bovenkant van de vrij rechte voorzijde uitsteken buiten de onderkant. Bij andere spinosauriden is dat juist andersom. Als de kam afgebroken is, zou de punt nog verder hebben kunnen uitsteken.
Een echte verbreding overdwars ontbreekt vooraan vrijwel, hoewel het voorstuk iets breder is dan de versmalling aan de achterzijde van de praemaxillae. Er is dus geen rozet zichtbaar. In 1996 werd dit gezien als de natuurlijke toestand. In 2017 werd echter geopperd dat dit een gevolg zou kunnen zijn van compressie van het fossiel en dat dit ook de extreme afplatting veroorzaakt zou kunnen hebben. Daarbij werd er ook op gewezen dat vooraan aan de onderkant de kaakranden er afgespleten zijn, en de tanden doormidden gespleten. Dat moet de breedte verder verminderd hebben. Het zou volgens de studie uit 2017 in beginsel ook kunnen dat de voorzijde afgespleten is. Er loopt in ieder geval een breuk dwars door de eerste premaxillaire tanden, zodanig dat hun tandkassen een onnatuurlijk hoge positie krijgen. Men stelde echter dat dit de bovengenoemde overhang nauwelijks zou hebben doen verminderen omdat dit tandpaar bij spinosauriden typisch vlak achter de voorrand staat. De botwand toont verder ook geen duidelijke beschadigingen.
In 1996 werd gedacht dat aan de onderzijde van de snuit de ploegschaarbeenderen zichtbaar zijn. In 2017 werd geconcludeerd dat het om een secundair verhemelte gaat gevormd door de interne vleugels van de praemaxillae, aansluitend op de vleugels van de bovenkaaksbeenderen.
Er zijn zeven premaxillaire tanden. Weliswaar is er vóór de tweede tand nog een korte extra tand zichtbaar maar dat zou een vervangingstand zijn. De tanden zijn kegelvormig en relatief recht. De tanden nemen in grootte toe van de eerste tot en met de derde tand. Daarachter worden ze geleidelijk weer kleiner tot met de zesde tand. De zevende tand is echter weer groter en die vergroting zet zich voort tot en met de derde maxillaire tand waar het fossiel ophoudt. Kellner meldde aan de linkerzijde een kleinere vierde maxillaire tand maar in 2017 werd die gezien als een vervangingstand. Zulke vervangingstanden zijn in het fossiel zichtbaar bij meer posities. In totaal zouden er dus achttien tanden per zijde kunnen zijn, gegeven een aantal van elf maxillaire tanden, en zesendertig in de kop als geheel. Alleen bij de zesde premaxillaire tand is het email zichtbaar. Dat toont alleen aan de binnenzijde de typische verticale cannelures van spinosauriden. Aangezien het holotype van Irritator cannelures heeft aan beide zijden van de maxillaire tanden, zouden we om vast te houden aan de hypothese dat het om één taxon gaat, moeten aannemen dat het patroon van richels naar achteren in de tandreeks verandert.

#### Postcrania

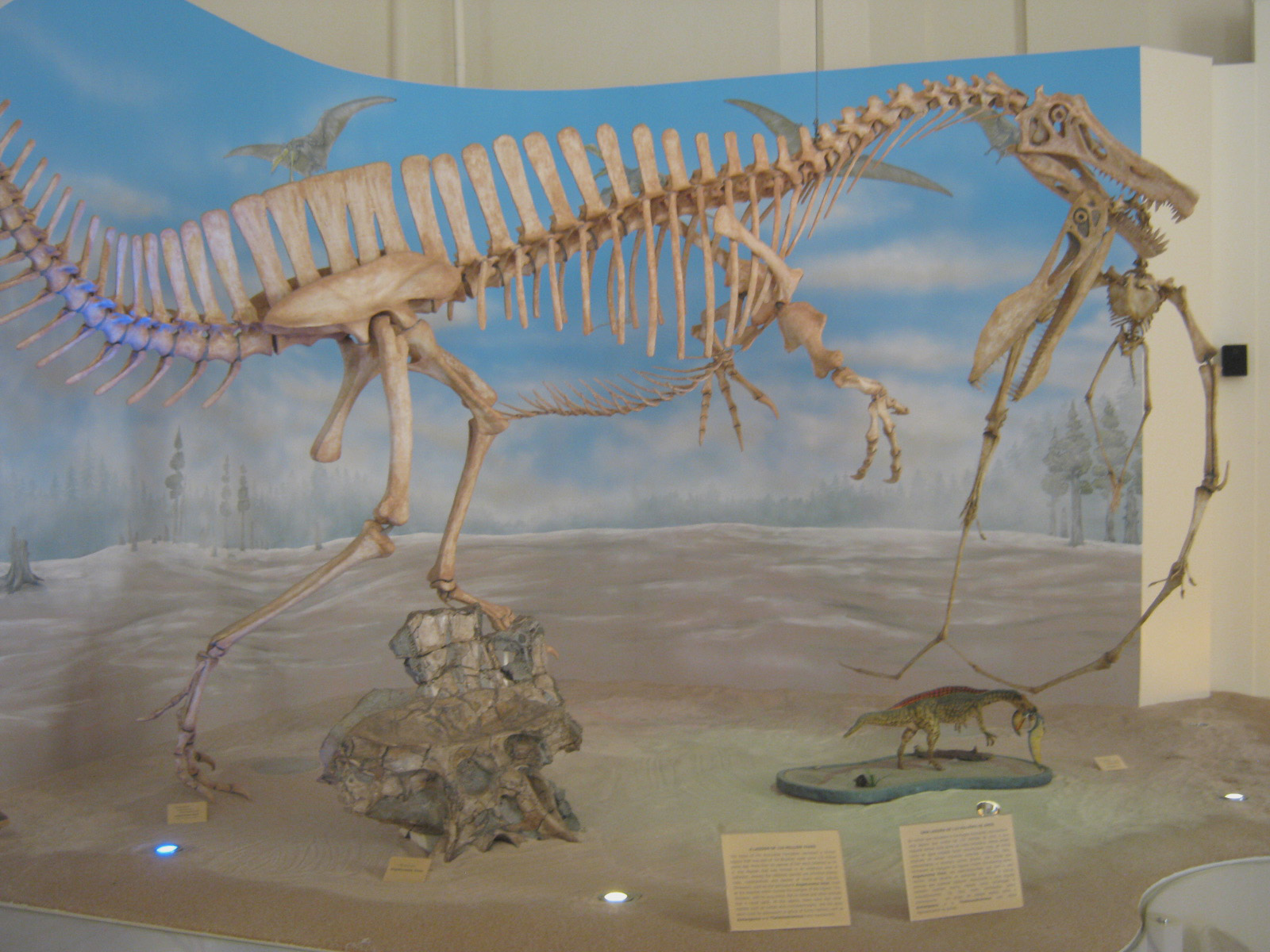
Aan de voeten van het skeletmodel ligt het bekken van MN 4818-V

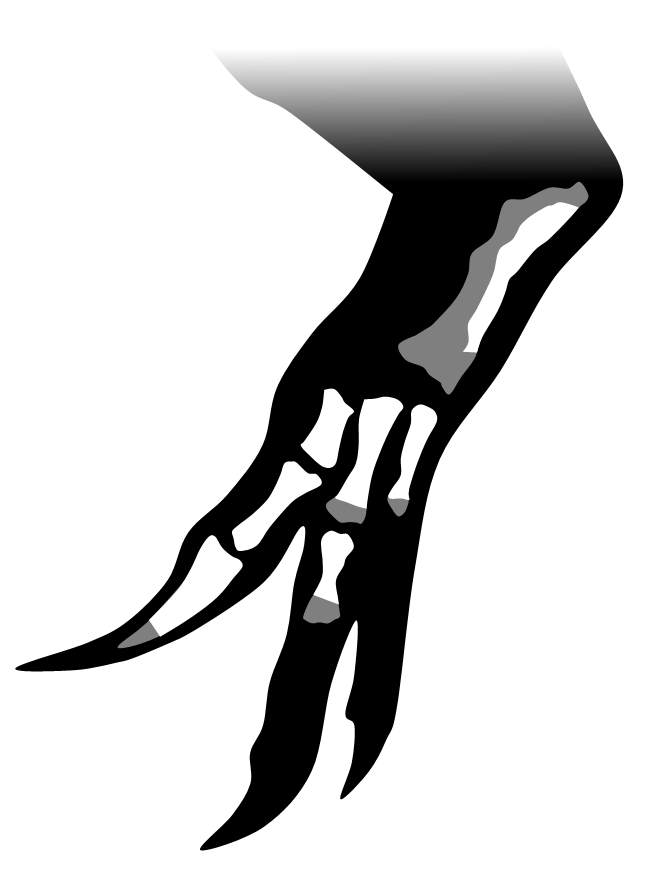
De hand van MN 4818-V

De postcrania, de delen achter de schedel, zijn alleen bekend van de onder voorbehoud aan Angaturama toegewezen specimina. Bij MN 4743-V zijn de sacrale wervels niet versmolten, vermoedelijk omdat het dier nog jong was. De sacrale wervels hebben een ronde dwarsdoorsnede. Hun doornuitsteeksels hebben een brede basis in zijaanzicht. Ze steken een flink eind uit maar hun totale lengte is door breuken onbekend. Ze werden in 2004 geschat lager te zijn dan die van Suchomimus. Hun voorranden lopen, na een lage vooruitstekende punt, geleidelijk op in een holle boog; de achterranden zijn veel rechter. Op de achterste zijkant van de wervelbogen liggen uithollingen, wellicht met een pneumatisch karakter. De zijuitsteeksels, met de sacrale ribben vergroeid, vormen waaiers in bovenaanzicht, sterk van voor naar achter verbreed en haaks uitstekend. Het bovenvlak van het zijuitsteeksel van de vierde sacrale wervel heeft een opstaande richel op de achterrand. Een kleinere richel loopt uit het midden daarvan schuin naar voren. Tussen beide richels bevindt zich een uitholling. Op het bovenvlak van het zijuitsteeksel van de vijfde sacrale wervel loopt in het midden een haaks gerichte hoge welving. Het ondervlak van de zijuitsteeksels toont drie diepe uithollingen tussen twee opstaande afgeplatte richels, wat bevestigt dat het specimen tot de Spinosauroïdea behoort. Bij de derde en vijfde wervel is het achterste gewrichtsfacet groter dan het voorste.

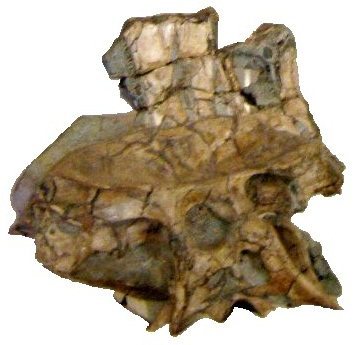
Het bekken vergroot

De staartwervels nemen naar achteren in grootte af. Ze hebben een ovale dwarsdoorsnede, hoger dan breed. Ze hebben geen pleurocoelen, pneumatische uithollingen op de zijkant. Hun doornuitsteeksels zijn dunner dan die van de sacrale wervels in zijaanzicht en hellen naar achteren. Ze hebben van bezijden bezien een vrij brede basis. Op de onderste achterkant bevindt zich een ondiepe groeve voor het ligamentum spinale, de pees die het doornuitsteeksel verbindt met dat van de achterliggende wervel. De achterkant heeft verder een duidelijke verticale uitholling. Hun zijuitsteeksels zijn vrij groot in bovenaanzicht en plat, ook schuin naar achteren hellend, met een uiteinde dat iets breder is dan de basis. Aan de bovenste basis is een duidelijke afgeronde uitholling zichtbaar. In zijaanzicht staan ze iets omhoog. De ondervlakken van de zijuitsteeksels hebben weer twee richels die drie uithollingen begrenzen. Boven de voorste richel, aan de onderste voorrand, loopt nog een richel aan de bovenste voorrand richting voorste gewrichtsuitsteeksel. Naar achteren in de reeks staartwervels neemt de afstand tussen beide deze richels toe. Bij de eerste staartwervel is de uitholling tussen beide richels diep maar naarmate ze verder uit elkaar komen te staan, wordt de fossa ondieper. De achterste richel aan de onderkant is robuuster dan de voorste. De uitholling tussen deze onderste richels is bij de eerste staartwervel ondiep maar duidelijk gemarkeerd ten opzichte van het wervellichaam. Naar achteren in de reeks wordt deze fossa dieper doch meer vervloeiend met het centrum. De derde uitholling achteraan is de kleinste en wordt naar achteren ondieper. Het voorste gewrichtsuitsteeksel is lang en puntig in zijaanzicht, schuin naar voren en omhoog gericht. Het achterste gewrichtsuitsteeksel, dat met het voorste van de achterliggende contact maakt via een ovaal facet, is overeenkomstig schuin naar buiten en beneden gericht. Naar achteren raken de staartwervels verder zijdelings afgeplat. Hun achterste gewrichtsfacet ligt lager dan hun voorste, wat de staartbasis een geleidelijke kromming naar beneden moet hebben gegeven. De onderzijde van de wervel is hol gekromd zonder diepere groeve of kiel. De onderrand van het achterste facet is daardoor wat uitgehold wat twee zijwaartse kleine kielen vormt, het contact voor de chevron.
De chevrons of haemaalbogen beschermen de bloedvaten die onder de wervels lopen. Ze vormen ook ondersteuning voor de spieren. De chevrons zijn bij MN 4741-V stevig gebouwd en groot, wat wijst op een hoge staartbasis. Ze zijn verticaal langwerpig en onderaan overdwars afgeplat. Bovenaan lopen de twee gepaarde takken uiteen zodat een haemaalkanaal gevormd wordt. Dat is hoger dan breed, een hoge ovaal vormend. Het kanaal is bovenaan afgesloten doordat de takken het overbruggen. De bovenzijde van het chevron is hol en de richels die zo ontstaan, raken de richels van de onderzijde van de wervel. De bovenzijde heeft geen uitsteeksels naar voren of achteren. Naar onderen verbreedt het blad zich iets in zijaanzicht en buigt ook wat naar achteren. Het onderste uiteinde is van bezijden gezien een stompe punt. Van achteren bezien naderen de zijkanten elkaar in een rechte lijn tot een scherpe punt. De achterkant van het blad heeft een verticale trog.
De onderarm en hand van MN 4818-V behoren tot de meest complete die van een spinosauride bekend zijn. De onderarm is kort. De hand is heeft drie vingers. De eerste vingert draagt een grote, sterk gekromde, "duimklauw".
Het in 2018 beschreven specimen LPP-PV-0042 bestaat slechts uit delen van de bovenste schacht. Die zouden echter wijzen op een lengte van het scheenbeen van zo'n zestig centimeter. Daarmee zou LPP-PV-0042 het grootste in 2018 bekende spinosauride individu uit de Romualdolagen vertegenwoordigen. De schacht is aan de voorkant afgeplat. De crista fibularis is scherp. Groeilijnen wijzen erop dat het dier nog niet zijn maximale grootte bereikt had. Opvallend is dat de botwanden zeer dicht zijn maar ook zeer dik waarbij de holte in het bot vrijwel dichtgegroeid is. Zulk een osteosclerosis is bij theropoden zeer zeldzaam. Het werd niet als pathologisch beschouwd.

## Fylogenie
De beschrijvers dachten eerst met een reusachtig lid van de Maniraptora van doen te hebben waarvoor ze een nieuwe familie Irritatoridae benoemden. Met welke andere groepen maniraptoren die verwant kon zijn, was ze een raadsel, ook omdat de meeste daarvan niet uit Zuid-Amerika bekend zijn. Ze suggereerden aarzelend een affiniteit met de Bullatosauria wat toepasselijk was omdat ook dat een overbodig begrip zou blijken te zijn.

Zelfs als de lengte op acht meter wordt bepaald, is Irritator, in het paars, vrij klein onder zijn verwanten

Al in 1996 concludeerde Alexander Kellner echter, na slechts de tekeningen in het beschrijvende artikel te hebben bekeken, in zijn artikel Remarks on Brazilian dinosaurs dat Irritator een lid van de Spinosauridae was, overigens in het kader van het benoemen van het geslacht Angaturama gebaseerd op specimen GP/2T-5 bestaande uit een snuit, waarvan vaak wordt aangenomen dat het een jonger synoniem is van Irritator. Sommige geleerden verwerpen echter de gelijkstelling. In 2002 herstelde Martill zelf openlijk de eerdere fout en erkende een positie in de Spinosauridae. Paul Sereno verfijnde de classificatie verder tot de Spinosaurinae. Irritator was aldus waarschijnlijk nauw verwant aan de Afrikaanse Spinosaurus. Van Irritator is strikt genomen niet bekend of hij zoals Spinosaurus een zeil heeft gehad omdat er alleen de schedel is gevonden. Irritator is de eerste spinosauride die benoemd is op basis van materiaal buiten Europa of Afrika gevonden.
Dit kladogram toont de mogelijke positie van Irritator binnen de Spinosauridae:
| Baryonychinae | \| \| Baryonyx \| \| \| \| \| \| Cristatusaurus \| \| \| \| \| \| Suchomimus \| \| \| \| |
|               | \| \| Baryonyx \| \| \| \| \| \| Cristatusaurus \| \| \| \| \| \| Suchomimus \| \| \| \| |
|               | Baryonyx                                                                                 |
|               |                                                                                          |
|               | Cristatusaurus                                                                           |
|               |                                                                                          |
|               | Suchomimus                                                                               |
|               |                                                                                          |

|  | Baryonyx       |
|  |                |
|  | Cristatusaurus |
|  |                |
|  | Suchomimus     |
|  |                |

| Spinosaurinae | \| \| Irritator \| \| \| \| \| \| Angaturama \| \| \| \| \| \| ?Siamosaurus \| \| \| \| \| \| Spinosaurus \| \| \| \| |
|               | \| \| Irritator \| \| \| \| \| \| Angaturama \| \| \| \| \| \| ?Siamosaurus \| \| \| \| \| \| Spinosaurus \| \| \| \| |
|               | Irritator |
|               | |
|               | Angaturama |
|               | |
|               | ?Siamosaurus |
|               | |
|               | Spinosaurus |
|               | |

|  | Irritator    |
|  |              |
|  | Angaturama   |
|  |              |
|  | ?Siamosaurus |
|  |              |
|  | Spinosaurus  |
|  |              |

| Baryonychinae | \| \| Baryonyx \| \| \| \| \| \| Cristatusaurus \| \| \| \| \| \| Suchomimus \| \| \| \| |
|               | \| \| Baryonyx \| \| \| \| \| \| Cristatusaurus \| \| \| \| \| \| Suchomimus \| \| \| \| |
|               | Baryonyx                                                                                 |
|               |                                                                                          |
|               | Cristatusaurus                                                                           |
|               |                                                                                          |
|               | Suchomimus                                                                               |
|               |                                                                                          |

|  | Baryonyx       |
|  |                |
|  | Cristatusaurus |
|  |                |
|  | Suchomimus     |
|  |                |

| Spinosaurinae | \| \| Irritator \| \| \| \| \| \| Angaturama \| \| \| \| \| \| ?Siamosaurus \| \| \| \| \| \| Spinosaurus \| \| \| \| |
|               | \| \| Irritator \| \| \| \| \| \| Angaturama \| \| \| \| \| \| ?Siamosaurus \| \| \| \| \| \| Spinosaurus \| \| \| \| |
|               | Irritator |
|               | |
|               | Angaturama |
|               | |
|               | ?Siamosaurus |
|               | |
|               | Spinosaurus |
|               | |

|  | Irritator    |
|  |              |
|  | Angaturama   |
|  |              |
|  | ?Siamosaurus |
|  |              |
|  | Spinosaurus  |
|  |              |

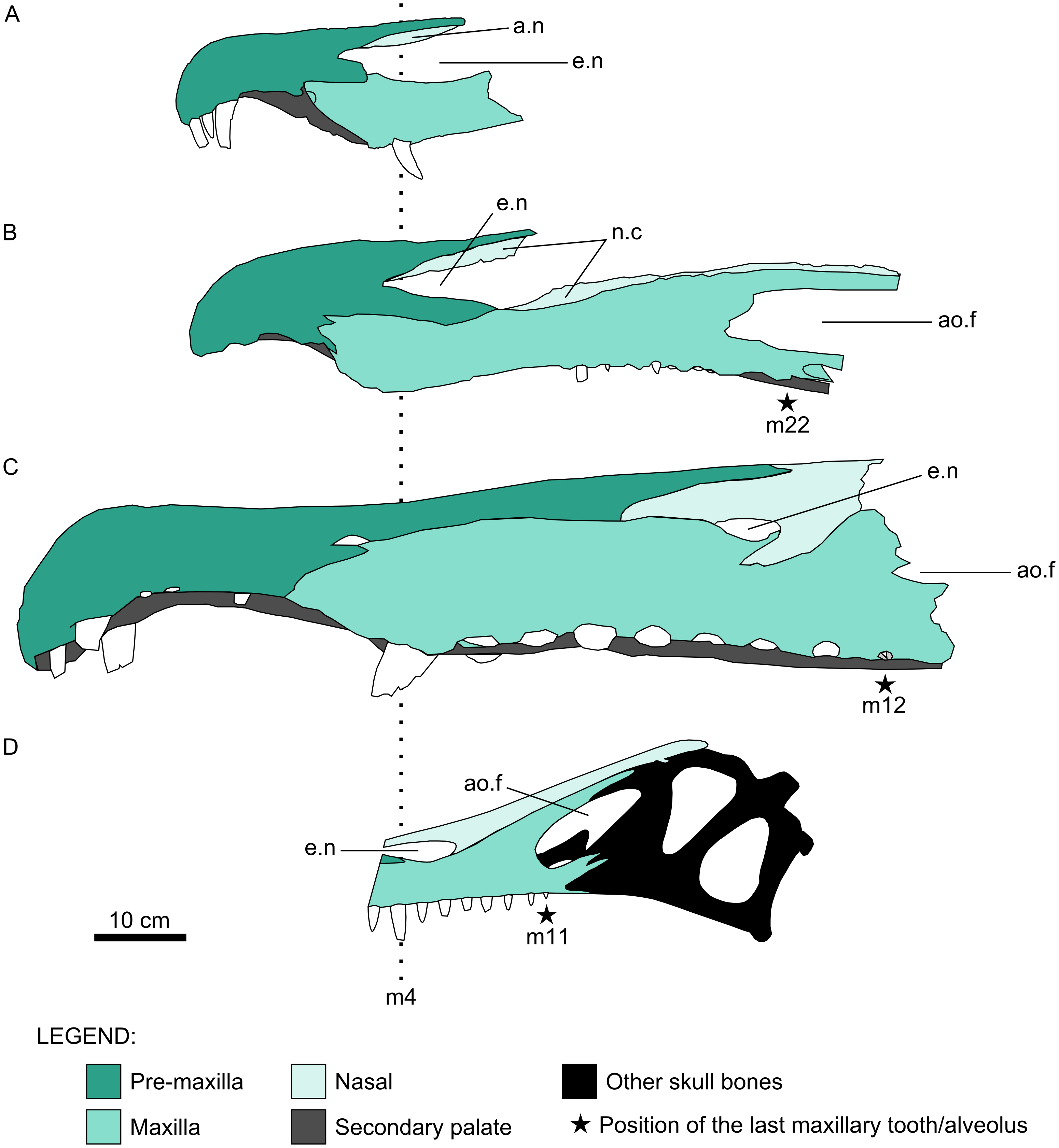
De snuiten van spinosauriden vergeleken met onderaan Irritator

De studie uit 2017 voerde ook een kladistische analyse uit. Die had als uitkomst dat Irritator/Angaturama of de zustersoort was van een klade bestaande uit Oxalaia en MSNM V4047, of de zustersoort van MSNM V4047 alleen. Specimen MSNM V4047 is een reusachtige snuit uit Marokko waarvan men het onzeker achtte of die aan Spinosaurus of an Sigilmassasaurus moest worden toegewezen. Ook deze studie vond Irritator dus als een spinosaurine, met zijn elf maxillaire tanden als het eindpunt van een trend tot reductie van het tandaantal. Dit zag men niet als een tegenstelling met de Baryonychinae omdat die niet als een aparte aftakking uitvielen maar als een reeks opeenvolgende afsplitsingen van de hoofdstam. Irritator was in de analyse een wat latere afsplitsing. Het dier zou echter nog een basale bouw hebben en dus meer op de eerdere afsplitsingen hebben geleken dan op de reusachtige vormen Oxalia en Spinosaurus die sterk gespecialiseerd waren. Zo heeft Spinosaurus een hoog rugzeil en volgens sommige onderzoekers een lengte van zestien meter en verkorte achterpoten.
Het volgende kladogram toont de uitkomsten van de studie uit 2017:
|  | Condorraptor     |
|  |                  |
|  | Marshosaurus     |
|  |                  |
|  | Piatnitzkysaurus |
|  |                  |

|  | Irritator                                                                                |
|  |                                                                                          |
|  | \| \| Oxalaia \| \| \| \| \| \| MSNM V4047 (Spinosaurus of Sigilmassasaurus) \| \| \| \| |
|  |                                                                                          |
|  | Oxalaia                                                                                  |
|  |                                                                                          |
|  | MSNM V4047 (Spinosaurus of Sigilmassasaurus)                                             |
|  |                                                                                          |

|  | Oxalaia                                      |
|  |                                              |
|  | MSNM V4047 (Spinosaurus of Sigilmassasaurus) |
|  |                                              |

|  | Irritator                                                                                |
|  |                                                                                          |
|  | \| \| Oxalaia \| \| \| \| \| \| MSNM V4047 (Spinosaurus of Sigilmassasaurus) \| \| \| \| |
|  |                                                                                          |
|  | Oxalaia                                                                                  |
|  |                                                                                          |
|  | MSNM V4047 (Spinosaurus of Sigilmassasaurus)                                             |
|  |                                                                                          |

|  | Oxalaia                                      |
|  |                                              |
|  | MSNM V4047 (Spinosaurus of Sigilmassasaurus) |
|  |                                              |

|  | Irritator                                                                                |
|  |                                                                                          |
|  | \| \| Oxalaia \| \| \| \| \| \| MSNM V4047 (Spinosaurus of Sigilmassasaurus) \| \| \| \| |
|  |                                                                                          |
|  | Oxalaia                                                                                  |
|  |                                                                                          |
|  | MSNM V4047 (Spinosaurus of Sigilmassasaurus)                                             |
|  |                                                                                          |

|  | Oxalaia                                      |
|  |                                              |
|  | MSNM V4047 (Spinosaurus of Sigilmassasaurus) |
|  |                                              |

|  | Irritator                                                                                |
|  |                                                                                          |
|  | \| \| Oxalaia \| \| \| \| \| \| MSNM V4047 (Spinosaurus of Sigilmassasaurus) \| \| \| \| |
|  |                                                                                          |
|  | Oxalaia                                                                                  |
|  |                                                                                          |
|  | MSNM V4047 (Spinosaurus of Sigilmassasaurus)                                             |
|  |                                                                                          |

|  | Oxalaia                                      |
|  |                                              |
|  | MSNM V4047 (Spinosaurus of Sigilmassasaurus) |
|  |                                              |

|  | Condorraptor     |
|  |                  |
|  | Marshosaurus     |
|  |                  |
|  | Piatnitzkysaurus |
|  |                  |

|  | Irritator                                                                                |
|  |                                                                                          |
|  | \| \| Oxalaia \| \| \| \| \| \| MSNM V4047 (Spinosaurus of Sigilmassasaurus) \| \| \| \| |
|  |                                                                                          |
|  | Oxalaia                                                                                  |
|  |                                                                                          |
|  | MSNM V4047 (Spinosaurus of Sigilmassasaurus)                                             |
|  |                                                                                          |

|  | Oxalaia                                      |
|  |                                              |
|  | MSNM V4047 (Spinosaurus of Sigilmassasaurus) |
|  |                                              |

|  | Irritator                                                                                |
|  |                                                                                          |
|  | \| \| Oxalaia \| \| \| \| \| \| MSNM V4047 (Spinosaurus of Sigilmassasaurus) \| \| \| \| |
|  |                                                                                          |
|  | Oxalaia                                                                                  |
|  |                                                                                          |
|  | MSNM V4047 (Spinosaurus of Sigilmassasaurus)                                             |
|  |                                                                                          |

|  | Oxalaia                                      |
|  |                                              |
|  | MSNM V4047 (Spinosaurus of Sigilmassasaurus) |
|  |                                              |

|  | Irritator                                                                                |
|  |                                                                                          |
|  | \| \| Oxalaia \| \| \| \| \| \| MSNM V4047 (Spinosaurus of Sigilmassasaurus) \| \| \| \| |
|  |                                                                                          |
|  | Oxalaia                                                                                  |
|  |                                                                                          |
|  | MSNM V4047 (Spinosaurus of Sigilmassasaurus)                                             |
|  |                                                                                          |

|  | Oxalaia                                      |
|  |                                              |
|  | MSNM V4047 (Spinosaurus of Sigilmassasaurus) |
|  |                                              |

|  | Irritator                                                                                |
|  |                                                                                          |
|  | \| \| Oxalaia \| \| \| \| \| \| MSNM V4047 (Spinosaurus of Sigilmassasaurus) \| \| \| \| |
|  |                                                                                          |
|  | Oxalaia                                                                                  |
|  |                                                                                          |
|  | MSNM V4047 (Spinosaurus of Sigilmassasaurus)                                             |
|  |                                                                                          |

|  | Oxalaia                                      |
|  |                                              |
|  | MSNM V4047 (Spinosaurus of Sigilmassasaurus) |
|  |                                              |

## Levenswijze
In zijn leefgebied was Irritator, met een geschatte lengte van een acht meter, waarschijnlijk de grootste theropode. In zijn ruimere naburigheid leefden de krokodilachtigen Baurusuchus, Stratiotosuchus, Montealtosuchus en Uberabasuchus, de pterosauriërs Tropeognathus, Thalassodromeus, Tapejara, Tupuxuara, Anhanguera, Ornithocheirus en Cearadactylus, de plesiosauriër Aristonectes, de sauropoden of langnekkige dinosauriërs Uberabatitan en Antarctosaurus, en onder de theropoden de compsognathide Mirischia, de basale tyrannosauroïde Santanaraptor en de abelisauride Pycnonemosaurus. Waarschijnlijk vormden geen van deze theropoden een gevaar voor Irritator. Het is echter plausibel dat er een grote theropode apexpredator in de habitat voorkwam die ons niet bekend is omdat diens fossielen te groot zijn voor de kalknodules. De lange snuit en kegelvormige tanden van Irritator zijn minder geschikt om daarmee te vechten, ook omdat de langste tanden vooraan staan waar de bijtkracht het geringst is. Irritator kon zich mogelijkerwijs verdedigen met de grote gekromde duimklauw gecombineerd met vrij krachtige voorpoten. Op de vindplaats zelf zijn minder spectaculaire fossielen aangetroffen: de pachycormiform Cladocyclus en verder de ostracode Harbinia ("Pattersoncypris") die nog door Clarke gebruikt werd om het fossiel te dateren.

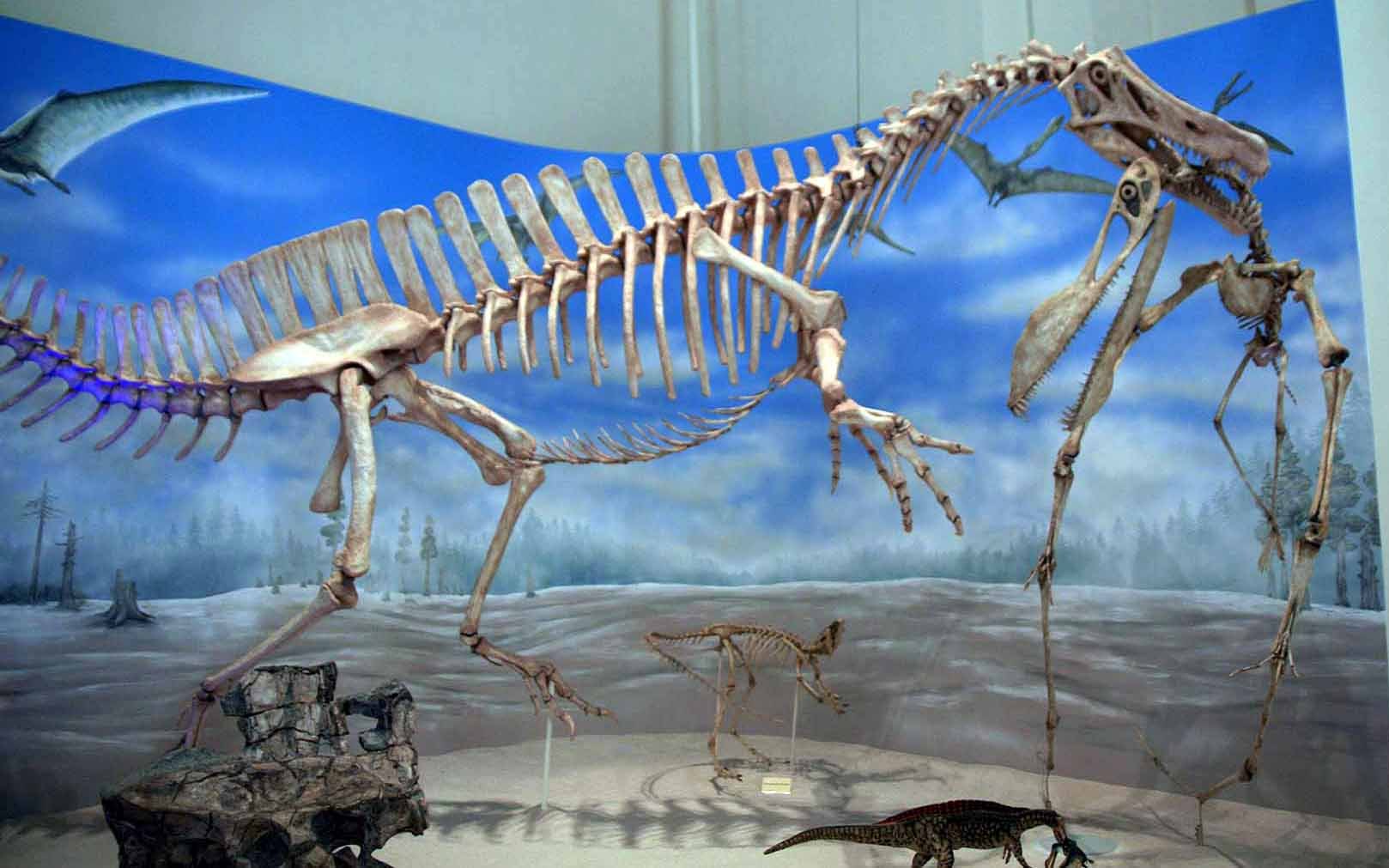
Angaturama heeft Anhanguera te pakken

In 1996 was de levenswijze een groot raadsel omdat het niet duidelijk was waaraan de soort precies verwant was. In 2002 besprak men de nu gebruikelijke interpretatie van spinosauriden als viseters. De rechte tanden van Irritator, haaks op de kaakrand staand, zouden geschikt geweest zijn een gladde prooi te spietsen en vast te houden. De rechte snuit zou een buiging weerstaan hebben en dus een grote verticale bijtkracht mogelijk hebben gemaakt. Deze zou vergroot zijn door de interne versterking van de snuit. Men wees erop dat dit verschilt van de buisvormige structuur die de snuiten van moderne krokodillen hebben. Martill achtte het daarom mogelijk en zelfs plausibel dat ook kleine landdieren gegrepen werden. Hij zag geen aanwijzingen voor een overwegen van vis op het menu van het dier. De schedel was echter niet geschikt om grote prooien te grijpen. De prooi zou gepakt zijn in een neergaande beweging. Het smalle achterhoofd zou een snelle zijwaartse beweging uitgesloten hebben.
In 2004 werd uit de Santanaformatie een wervel van een pterosauriër gerapporteerd waarin een tand van een spinosauride was blijven steken. Hoewel onzeker is of het hier om Irritator gaat en het verder onduidelijk is of de spinosauride het vliegende reptiel greep of slechts als aas afknaagde, is in Rio de Janeiro toch een skelet van Angaturama opgesteld met een skelet van Anhanguera in de kaken. Roofdieren zijn meestal generalisten die alles eten wat ze te pakken kunnen krijgen.
In 2017 ging men ervan uit dat viseten de normale levenswijze van spinosauriden was, zoals blijkt uit hun langgerekte snuit, neurovasculaire kanalen in die snuit, kegelvormige tanden en teruggetrokken neusgaten. Men wees er echter op dat juist bij Irritator die neusgaten toch vrij vooraan lagen wat het dier mogelijk moet hebben gemaakt om op het land naar een prooi te snuffelen. De reuklobben reikten tot vóór de oogkassen en met een langere neusholte was er ook meer ruimte voor het neusepitheel. Hierin kan een verschil hebben gelegen met Spinosaurus die meer zuiver aquatisch was en wellicht normaliter rondzwom. Wat de ecologische reden was voor de vermindering van het aantal maxillaire tanden, bleef nog onduidelijk.
In 2018 kwam men in het kader van de beschrijving van LPP-PV-0042 tot weer andere conclusies. De beenwanden van dat scheenbeen waren erg dik. In 2014 was voor Spinosaurus geopperd dat soortgelijk zwaar bot zou wijzen op een zwemmende levenswijze. Voor zwemmende dieren met longen is het namelijk nuttig dat ze even zwaar zijn als water zodat ze geen extra energie moeten gebruiken om te duiken maar ook niet door een te zwaar gewicht moeite hebben weer het wateroppervlak te bereiken. Normaliter is het theropode skelet met zijn vele holten lichter dan water en dikke wanden zouden dat precies hebben compenseren. De beschrijvers beperkten deze functie niet tot LPP-PV-0042 alleen. Ze wezen erop dat het holotype van Irritator kennelijk afgezonken was op de positie waar het dier was gestorven. Het dier zou niet op het land zijn omgekomen en daarna in zee gespoeld want dan zou het ontbindende karkas lange tijd in het water hebben gedreven en waren de onderkaken losgeraakt van de schedel. In feite waren die er in het fossiel strak mee verbonden. De Romualdolagen zijn echter afgezet in een lagune. Als het dier daarin stierf, was het blijkelijk aan het zwemmen en zal dat wel de normale levenswijze zijn geweest. Daarbij zou Irritator ook dik bot gehad moeten hebben anders was het kadaver alsnog blijven drijven. Men illustreerde een spinosauride die zwemmend een pterosauriër ving. Die levenswijze zou dus vroeg ontstaan zijn, zeker een dertien miljoen jaar eerder dan bij Spinosaurus.
Het beeld dat in 2018 geschetst werd, was echter nog complexer. Men wees erop dat het land rond de lagune een droog tot half-droog klimaat kende. Darren Naish had er al in 2004 op gewezen dat dit zou kunnen betekenen dat de productiviteit van de begroeiing te gering was om een populatie van grote plantenetende dinosauriërs te onderhouden. Dit, niet de beperkende tafonomische omstandigheden, zou de reden zijn dat die niet gevonden werden. Als er geen grote planteneters waren, zou er ook geen bestaansmogelijkheid zijn voor grote vleeseters, die dan ook evenmin gevonden zijn. In dat geval waren de spinosauriden toch de apexpredatoren. Ze voedden zich voornamelijk met de enige ruime voedselbron die voorhanden was: de vissen in de lagune. Er zou dus een verkort trofisch web zijn geweest, zonder planteneters als tussenschakel in de voedselketen. Uit de lagen zijn geen grote Crocodylomorpha bekend die concurrenten hadden kunnen zijn bij het vangen van vis. Die waren er kennelijk door de spinosauriden verdrongen. De spinosauriden zouden zich echter niet alleen met vis gevoed hebben: als apexpredatoren vingen ze ook op het land kleine dinosauriërs en jongen van hun eigen soort naast pterosauriërs, kleinere Crocodyliformes in het water en op het land en schildpadden. Het lange scheenbeen bewees dat ze geen gereduceerde achterpoten hadden. Ze zouden niet door grote theropoden op het land "het water ingedreven" zijn.
In 2020 werd aan de hand van de hersenpan het zenuwstelsel beschreven. De oriëntatie van de evenwichtsorganen wijst op een goed vermogen precies gecontroleerde hoofdbewegingen uit te voeren. Daarbij tonen ze dat de schedel onder een hoek van 45° naar beneden afhing. Beide kenmerken zouden nuttig geweest zijn voor het vangen van snel bewegende vissen. 
De functie van de kam op de snuit en, mogelijk, de rug was vermoedelijk die van pronkorgaan. Het dier kon er rivalen mee intimideren en leden van de andere sekse aantrekken. De kammen kunnen daartoe door hoornschachten verlengd zijn geweest, zeker die op de snuit, en voorzien van een opvallende kleur of tekening. Bij het model van Grillo hebben ze een rode kleur gekregen.